# Prestatyn Castle
Prestatyn Castle är ett slott i Storbritannien.   Det ligger i kommunen Denbighshire och riksdelen Wales, i den centrala delen av landet, 300 km nordväst om huvudstaden London. Prestatyn Castle ligger 7 meter över havet.
Terrängen runt Prestatyn Castle är platt åt sydost, men söderut är den kuperad. Havet är nära Prestatyn Castle åt nordväst. Runt Prestatyn Castle är det ganska tätbefolkat, med 72 invånare per kvadratkilometer. Närmaste större samhälle är Prestatyn, 0,87 km väster om Prestatyn Castle. Trakten runt Prestatyn Castle består i huvudsak av gräsmarker.